# RoboCop 2
RoboCop 2 è un film del 1990 diretto da Irvin Kershner, sequel di RoboCop di Paul Verhoeven (1987), e precede RoboCop 3
di Fred Dekker (1993).

## Trama
È trascorso un anno da quando l'agente Alex Murphy, ufficialmente ucciso nell'adempimento del suo dovere, è stato impiegato nella costruzione del primo cyborg RoboCop.
La OCP sta passando problemi finanziari in quanto non ha ancora iniziato la costruzione di Delta City, ma è in vantaggio poiché l'amministrazione comunale deve restituire una grossa somma alla multinazionale e il municipio non è in grado di risolvere la questione; di conseguenza Detroit verrà dichiarata "proprietà privata della OCP".
RoboCop, insieme alla collega Anne Lewis, sta dando la caccia a Cain, un criminale che negli ultimi giorni sta trafficando una droga chiamata Nuke che sta diffondendo una scia di sangue tra i poliziotti, molti dei quali sono in sciopero per via dei soprusi sindacali della OCP. RoboCop, rintracciato e interrogato l'agente corrotto e consumatore di Nuke, Duffy, scopre il covo di Cain e la raffineria principale di Nuke. A sorpresa, il cyborg viene danneggiato da una mitragliatrice della banda, catturato e fatto a pezzi.
A stento ancora in vita, viene scaricato dai criminali davanti alla stazione di polizia e tenuto in vita dai tecnici addetti alla sua manutenzione. Gli scienziati della OCP sarebbero in grado di ripararlo ma per il momento non hanno l'ordine di procedere.
Il presidente della multinazionale preferirebbe affinare le tecnologie di cui dispone con la creazione di un altro cyborg, il RoboCop II. Tuttavia successivamente RoboCop viene ricostruito per evitare una caduta di consensi e d'immagine pubblica ma dotato di una programmazione con un eccesso di direttive che compromettono le sue capacità arbitrarie col rischio di farlo impazzire.
Nonostante siano state scoperte le vere cause del malfunzionamento di RoboCop, i tecnici della stazione di polizia non sono in possesso della strumentazione necessaria a cancellare le direttive in eccesso. Gli unici modi sono uno spegnimento del sistema o una scarica elettrica ad alto amperaggio.
Appena RoboCop sente parlare di questa possibile soluzione esce dalla stazione di polizia e si sottopone a una scarica elettrica attaccandosi a un grosso commutatore elettrico. Questa operazione gli permette di resettare il sistema e cancellare tutte le direttive, comprese le primarie; tuttavia la prima azione che decide di intraprendere è il tornare al lavoro. Con un commando di poliziotti, va da Cain, deciso a catturarlo una volta per tutte.
La cattura non sarà facile e Cain ne uscirà quasi morto. La dottoressa Juliette Faxx, incaricata di scegliere il cervello da impiegare per il progetto RoboCop II, fa ricadere la scelta proprio su Cain usando cariche di Nuke per mantenerlo sotto controllo. Il criminale viene impiegato nella costruzione di un cyborg ancora più potente di RoboCop. Per collaudarlo viene mandato a bloccare le trattative che il sindaco, pur di impedire alla OCP di prendere Detroit, sta conducendo con la ex banda di Cain ormai capeggiata da Hob e Angie. Cain compie una strage, alla quale solo il sindaco sopravvive, e RoboCop, giunto dopo sul posto, assiste Hob mentre muore, scoprendo inoltre il ritorno di Cain.
Pochi giorni dopo, sebbene il sindaco sia sopravvissuto, la OCP inaugura il primo grattacielo di Delta City, dove intende trasferire la sede dell'amministrazione della città, ed esibisce il prototipo di RoboCop II come il proprio trionfo.
Murphy irrompe sulla scena e sfida Cain proprio quando questo sta per perdere il controllo a causa della sua dipendenza dalla droga. La polizia interviene sparando al cyborg. Il robot risponde al fuoco colpendo anche la folla innocente, causando morti e feriti. Ma dopo una lunga e dura battaglia, RoboCop riesce ad avere la meglio sul nemico, di cui estrae il cervello spappolandolo sull'asfalto.
Il presidente e Johnson decidono di usare la dottoressa Faxx come capro espiatorio per l'attacco di Cain. Mentre Lewis si lamenta del fatto che l'OCP eviterà di nuovo la responsabilità, RoboCop insiste sul fatto che devono essere pazienti perché "siamo solo umani".
Il celebre fumettista e sceneggiatore del film Frank Miller compare in un breve cameo.

## Riconoscimenti
1991 - Saturn Award
- Nomination al Miglior film di fantascienza
- Nomination al Miglior attore emergente a Gabriel Damon
- Nomination al Migliori effetti speciali a Phil Tippett, Rob Bottin e Peter Kuran

## Doppiaggio
- L'edizione italiana è stata diretta da Pino Locchi per la C.D.C..